# Jake Cain
Jake Steven Cain (Wigan, 2 de septiembre de 2001) es un futbolista británico que juega en la demarcación de centrocampista para el Swindon Town F. C. de la League Two.

## Biografía
Tras empezar a formarse como futbolista en el Liverpool F. C., tras diez años subió al primer equipo, haciendo su debut el 4 de febrero de 2020 en la FA Cup contra el Shrewsbury Town F. C., tras disputar la totalidad de los 90 minutos del encuentro. Ese fue el único partido que disputó antes de ser cedido a finales de agosto de 2021 al Newport County A. F. C. Regresó a Liverpool al final de temporada y acabó marchándose de manera definitiva en enero de 2023 después de haber firmado un contrato de larga duración con el Swindon Town F. C.

## Clubes
| Club                             | País       | Año       | Partidos | Goles |
| -------------------------------- | ---------- | --------- | -------- | ----- |
| Liverpool F. C.                  | Inglaterra | 2020      | 1        | 0     |
| Newport County A. F. C. (cedido) | Gales      | 2021-2022 | 28       | 0     |
| Swindon Town F. C.               | Inglaterra | 2023-     | 66       | 3     |